# Rafael Antonio Niño
Rafael Antonio Niño Munévar (* 11. Dezember 1949 in Cucaita (Boyacá)) ist ein ehemaliger kolumbianischer Radrennfahrer.

## Sportliche Laufbahn
Niño war im Straßenradsport aktiv. 1974 fuhr er eine Saison im italienischen Radsportteam Jollj Ceramica, in dem Giovanni Battaglin Kapitän war. Danach startete er für das kolumbianische Team Banco Cafetero und weitere kolumbianische Mannschaften. Niño gewann das Gesamtklassement der Vuelta a Colombia 1970, 1973, 1975, 1977, 1978 und 1980. Damit ist er der bisher erfolgreichste Radrennfahrer in diesem Etappenrennen.
Zwischen 1972 und 1981 gewann er vierzehnmal Etappen in der Vuelta a Colombia. In der Vuelta al Táchira 1972 wurde er Zweiter hinter Miguel Samacá.
Im Etappenrennen Clásico RCN 1973 gewann Niño eine Etappe und die Bergwertung. 1971 holte er den Gesamtsieg, 1975 gewann er die Gesamtwertung, die Berg- und Punktewertung sowie zwei Etappen. 1977 wurde er erneut Gesamtsieger. 1978 siegte er erneut mit zwei Etappensiegen und gewann die Bergwertung. 1979 wurde Niño Gesamtsieger mit einem Etappenerfolg. 1974 beendete er den Giro d’Italia auf dem 41. Rang.
In seiner Heimatstadt Cucaita wird ihm zu Ehren eine Statue errichtet. Im Jahr 2006 wurde in Cucaita ein Museum für ihn eingeweiht.

## Berufliches
Nach Beendigung seiner aktiven Karriere wurde er technischer Direktor des Teams Café de Colombia, das in den 1980er Jahren an der Tour de France teilnahm.